# ستيت فارم أرينا
ستيت فارم أرينا (بالإنجليزية: State Farm Arena)‏ سابقًا فيليبس أرينا (بالإنجليزية: Philips Arena)‏ هي ساحة متعددة الأغراض في أتلانتا، جورجيا، الولايات المتحدة.